# Irlıganlı
Irlıganlı ist eine Kleinstadt im Landkreis Denizli der gleichnamigen türkischen Provinz. Irlıganlı liegt etwa 16 km nordöstlich der Provinzhauptstadt Denizli. Irlıganlı hatte laut der letzten Volkszählung 2.793 Einwohner (Stand Ende Dezember 2010).